# Mesa Falls Tuff

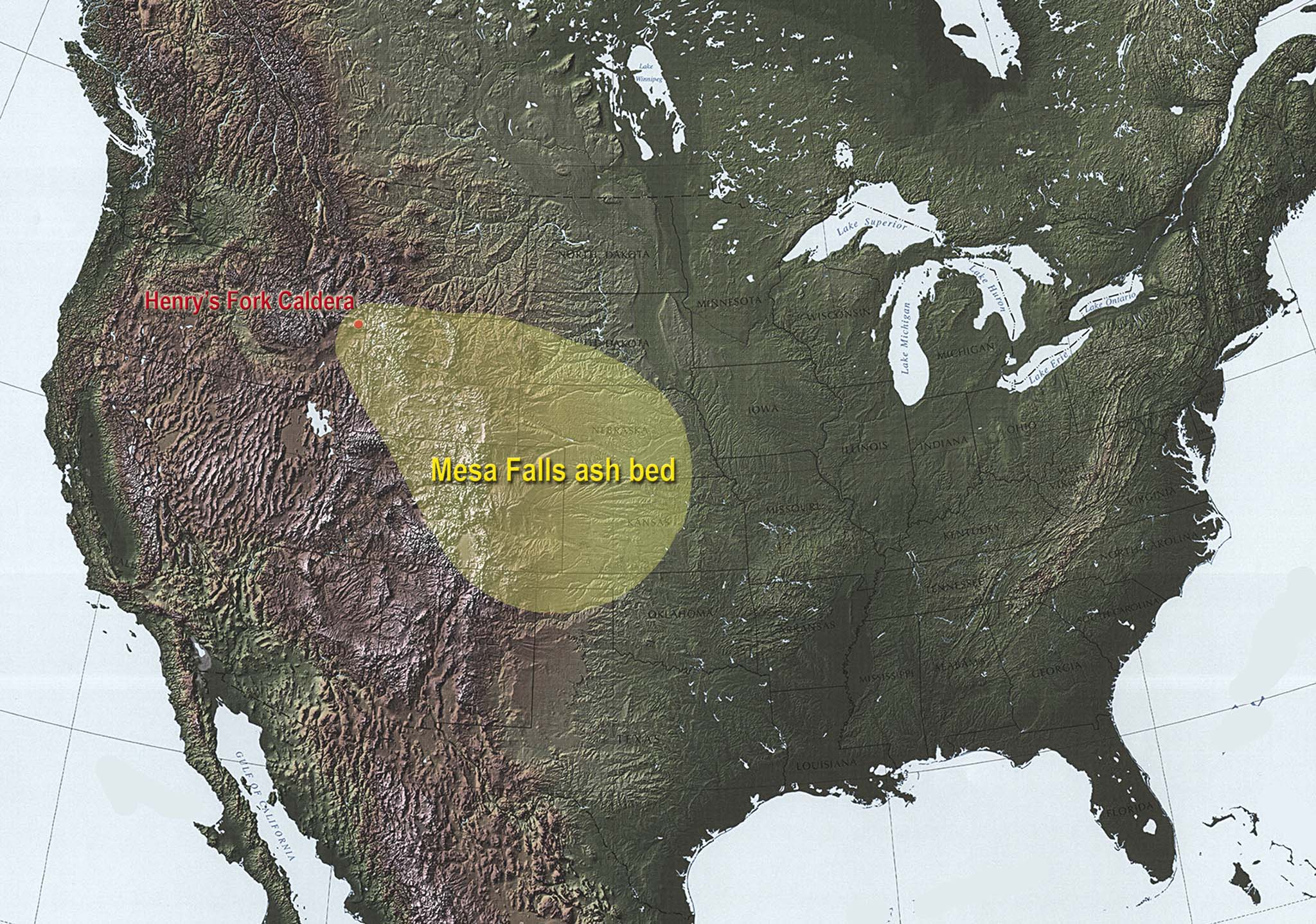
Estensione del letto di cenere del Mesa Falls.

Il Mesa Falls Tuff è una formazione di tufo che si è formata durante l'eruzione di Mesa Falls, che ha dato luogo alla formazione della caldera Henry's Fork, situata nello Stato dell'Idaho, a ovest del Parco nazionale di Yellowstone, negli USA.
È stata la seconda più recente eruzione causata dal punto caldo di Yellowstone e che ha dato luogo alla formazione di una caldera, eiettando 280 km³ (67 cu mi) di materiali. L'eruzione, avvenuta 1,3 milioni di anni fa, fu preceduta dall'Huckleberry Ridge Tuff e seguita dal Lava Creek Tuff, formazioni tufacee entrambe create dal punto caldo di Yellowstone.